# Constante II
Constante II (en griego: Κώνστας Β' [Kōnstas II]; Constantinopla, 7 de noviembre de 630-Siracusa, 15 de julio de 668), apodado "el Barbado" (Pogonatos) fue emperador bizantino entre desde 641 hasta su muerte en 668. "Constante" es un apodo diminutivo dado al emperador, el cual fue bautizado como "Heraclio" y gobernó oficialmente como "Constantino". Este sobrenombre se estableció en las fuentes imperiales y es el de uso común para referirse a este emperador en la historiografía moderna. Fue el último emperador que sirvió como cónsul romano, en 642.
Suele considerarse el reinado de Constante II como la transición definitiva entre la Antigüedad Tardía y la Edad Media en el ámbito bizantino; así como uno de los periodos de la historia bizantina en el que el Imperio tocó fondo, viendo como sus fronteras retrocedían en todos los frentes.

## Reinado

### Primeros años de reinado (641-648)
Hijo de Constantino III Heraclio y la emperatriz Gregoria, nació el 7 de noviembre de 630; su nombre de bautismo era Flavio Heraclio. A la muerte de su padre, que reinó sólo unos meses (641), su tío Heracleonas (o Heraclio II) se convirtió en emperador. Sin embargo, pronto se extendió la sospecha de que Heracleonas y su madre Martina habían envenenado a Constantino III y esta sospecha generó descontento entre el pueblo que se levantó. A mediados de septiembre, el general Valentino obligó a Heraclonas a nombrar al futuro Constante II como coemperador. En esta ocasión el joven coemperador tomó el nombre de Constantino, en honor a su padre. Este nombre, aunque utilizado en documentos oficiales, cayó en desuso a favor de Constante II. Poco después, Valentino, no satisfecho con el resultado obtenido, se volvió de nuevo contra Heraclonas y, después de haberlos encerrado y mutilado a él y a Martina en la cárcel, los desterró. Constante II, con sólo once años de edad, fue proclamado emperador único por el ejército rebelde el 5 de noviembre.
Al comienzo del reinado de Constante, la regencia fue confiada oficialmente al patriarca Pablo II de Constantinopla (641-653) y al Senado, pero el poder fue ejercido por el general Valentino, quien desde 642 casó a su hija Fausta con el joven emperador. Hasta el 648 estuvo bajo la tutela del Senado siendo aún menor de edad.
La primera parte de su reinado estuvo marcada por la pérdida de algunas provincias. De hecho, los lombardos se expandieron aún más en Italia al conquistar toda la vasta área que va desde los Alpes Marítimos hasta la Toscana e infligieron una aplastante derrota al exarca de Rávena cerca de Módena, mientras que Armenia y Chipre se vieron obligados a pagar tributo a los árabes.
Constante II intentó recuperar Alejandría y Egipto, que habían caído en manos árabes al final del reinado de su abuelo Heraclio. Después de pedir ayuda al emperador chino Taizong, quien también era  amenazado por los árabes en Turquestán, envió a Manuel, comandante del ejército imperial, a reconquistar esta ciudad: cuando Manuel llegó a Alejandría, la población local se levantó contra el gobernador árabe Uthmán ibn Affán y, con la ayuda de Manuel y sus tropas, expulsó a los árabes de la ciudad (646). Después de la conquista de la ciudad, Manuel recuperó todo el delta. Sin embargo, el califa árabe decidió enviar contra las fuerzas bizantinas al general Amr ibn al-As, quien en 641 había arrancado Egipto a los bizantinos; Amr infligió una aplastante derrota al ejército romano en Nikiu, lo que obligó a los bizantinos a refugiarse en Alejandría. Amr finalmente logró devolver Alejandría a manos árabes gracias a una intervención providencial de los monofisitas que abrieron las puertas de la ciudad a los árabes, prefiriendo la indiferencia islámica hacia ellos a las medidas opresivas de los melquitas de Constantinopla.
Animados por el éxito, los árabes invadieron Libia y derrotaron al exarca de África Gregorio en 648; el Exarcado de África se vio obligado a ceder Tripolitania a los árabes y pagar un tributo anual. Sin embargo, este tratado de paz fue firmado sin el consentimiento del Emperador, quien se enfadó y castigó a sus oficiales. Mu'awiya ibn Abi Sufyan, entonces gobernador de Siria y futuro califa omeya, entendió que mientras los bizantinos dominaran los mares podrían recuperar los territorios perdidos y decidió establecer una poderosa flota para evitarlo; de esta manera los bizantinos perdieron el control de los mares en beneficio de los árabes, quienes les infligieron numerosas derrotas en el mar, haciendo que definitivamente se desvaneciera el sueño de una reconquista bizantina de Siria y Egipto.
Constante II enfrentó no solo amenazas externas sino también revueltas internas. Primero fue el general Valentino quien se rebeló (644), luego en 647 le tocó el turno al exarca de África Gregorio, que se independizó de Bizancio. Este último cayó en batalla contra los árabes en 648 y el Exarcado se convirtió en vasallo de los musulmanes.

### Política interna
Cuando Constante II creció lo suficiente como para manejar los asuntos internos y externos por su cuenta, se propuso dos objetivos: el primero era controlar la Iglesia ortodoxa y el segundo era recuperar las provincias perdidas.

#### Política religiosa: el Typos
Con sus primeras medidas, Constante intentó restaurar el orden interno. Dado que la controversia sobre el monotelismo fue la causa de disturbios internos, en 648 promulgó un edicto (Typos) que prohibía a sus súbditos seguir discutiendo el monotelismo, una doctrina que sostenía que en Cristo había dos naturalezas (humana y divina) y una sola voluntad. Esta disposición no fue bien recibida por la Iglesia romana ya que favorecía la herejía monotelita. Constante II castigó severamente a los oponentes. Al principio obligó a todos a firmar el Typos; pero cuando el apocrisario papal Anastasio se negó, el basileus lo deportó a Trebisonda para castigarlo.
Mientras tanto, el Papa Teodoro murió y Martín fue elegido como su sucesor; luego la elección como Papa tuvo que ser ratificada por el Emperador. Consciente de que si no hubiera firmado el Typos, el Emperador nunca habría ratificado su elección como Papa, Martín mismo se hizo elegir Papa sin el consentimiento imperial el 5 de julio de 649. Inmediatamente después de su elección, Martín convocó un concilio general en Letrán, a la que asistieron numerosos obispos, incluido Máximo el Confesor, que se había visto obligado a exiliarse por no querer firmar el Typos. El Concilio condenó tanto el Monotelismo como el Typos. El Papa le escribió a Constante, invitándolo a derogar el Typos, pero el Emperador no tenía intención de darse por vencido.
En 651 Constante ordenó al exarca Olimpio asesinar al Papa Martín, culpable de oponerse al Typos; el exarca, en consecuencia, habiendo ido a Roma, confió la tarea de matar al pontífice a uno de sus guardias; el guardia debería haber actuado mientras el Papa ofrecía la Comunión a Olimpio; sin embargo, por "milagro divino", el asesino no vio cuando Olimpio recibió la comunión del Papa y el Exarca, entendiendo que el Señor no permitiría este crimen, confesó sus planes al Pontífice. Olimpio se rebeló contra la autoridad imperial separando temporalmente a Italia del Imperio; al principio, el emperador no pudo intervenir contra el usurpador porque estaba comprometido a repeler a los árabes.
Su sucesor Teodoro Caliopas, designado en 652, recibió la orden de arrestar al Papa Martín. Al llegar a Roma el 15 de junio, el exarca envió algunos eclesiásticos al Pontífice, incapaz de moverse porque estaba enfermo desde octubre del año anterior. Unos días después fue al Papa con un gran ejército y le informó que por decreto imperial había sido depuesto y arrestado; el clero podría haberse opuesto, pero el Papa, que no quería derramamiento de sangre, ordenó que nadie se moviera. El Papa fue llevado en secreto a la isla de Naxos (Mar Egeo), donde permaneció preso unos meses. Posteriormente fue llevado a Constantinopla donde fue juzgado con la acusación de haber traicionado al Imperio porque había conspirado con el exarca Olimpio contra el Emperador y se había puesto del lado de los sarracenos. El Pontífice corría el riesgo de ser condenado a muerte y sólo por intercesión del Patriarca Pablo II se conmutó la pena de muerte por el exilio.
En el mismo año Máximo el Confesor fue deportado como prisionero, acusado de haber causado la pérdida de las provincias africanas, cedidas a los árabes. El juicio fue muy largo y al final, en 659, Máximo fue condenado a que le cortaran la lengua y las manos.
Mientras tanto, el sucesor de Martín, el Papa Eugenio I, intentó reconciliarse con el Emperador, enviando legados a Constantinopla; se reunieron con el patriarca Pedro, quien trató de llegar a un compromiso con los nestorianos argumentando que en Cristo había dos voluntades de cada naturaleza, más una relacionada con la hipóstasis, transformando así el monotelismo en un tritelismo. Incluso esta nueva doctrina, que intentaba reconciliar el monotelismo y el catolicismo, fue rechazada por el Papa, debido a la protesta abierta del clero y el pueblo romano. Constante II estaba dispuesto a derrocar al Papa para castigarlo, pero la repentina muerte de este último precedió a su venganza. El nuevo Papa, Vitaliano, volvió a intentar la reconciliación. El emperador respondió a sus intentos renovando los privilegios otorgados por Justiniano y Focas a la Iglesia romana, con el fin de congraciarse con el clero romano y recuperar el consenso en Occidente.
El 1 de marzo de 666, Constante promulgó un decreto que concedía la autocefalia eclesiástica de Rávena, es decir, permitía que el obispo de Rávena fuera elegido sin la ratificación papal.

#### Reforma militar y provincial: los themas
Algunos historiadores (como Treadgold) atribuyen la importante reforma de los Themas, en el pasado atribuida a Heraclio, a Constante II. Creen que Heraclio no pudo haber sido el artífice de esta importante reforma por tres razones:
- Ninguna fuente antigua menciona la existencia de los themas en la época de Heraclio, aparte de una de dudosa fiabilidad.
- Si los themas ayudaron a Heraclio a derrotar a los sasánidas, parece extraño que entonces no hicieran nada contra los árabes, que conquistaron Siria y Egipto en poco menos de una década.
- Además, los primeros themas se instituyeron en Asia Menor, mal situada para afrontar una invasión de Persia. Por el contrario, el hecho de que se establecieran en Asia Menor indica que se establecieron después de la conquista árabe de Siria y Egipto.

Algunas pistas sugieren en cambio que los themas fueron establecidos por Constante II en los años de la tregua con los árabes, entre 659 y 662. Estas pistas son:
- El hecho de que Constantino VII en la p. 60 de su obra "De Thematibus" escribió que el fundador de los themas fue "el hombre después de Heraclio" (el sucesor de Heraclio), por lo tanto, Constante II.
- El hecho de que en Anatolia (uno de los primeros themas establecidos) las monedas encontradas con fecha posterior al 658 son más raras que las encontradas con fecha anterior al 658, fenómeno que puede explicarse por la institución de los themas, dado que los soldados ya no eran pagados con dinero sino con la asignación de tierra para cultivar; como resultado, circulaba menos dinero en Anatolia.
- Finalmente las fuentes antiguas mencionan los themas solo a partir del 662, año en el que Constante II alcanzó el Thema Opsiciano desde donde navegó hacia Italia.

La reforma de los themas consistió en la formación de ejércitos permanentes cada uno de los cuales se le asignó una provincia (denominada thema) para defenderla de los enemigos; el comandante supremo del ejército (estrategos), además de ser la máxima autoridad militar, era también la máxima autoridad civil: con la reforma de los themas, por tanto, la unión entre poderes civiles y militares está en manos de una sola persona. Los soldados (llamados stratiota) ya no se pagaban en dinero, como se hacía anteriormente, sino en tierra para cultivar, reduciendo así el gasto militar en un 66,7%; de esta manera, Bizancio aún podía mantener un gran ejército a pesar de la pérdida de las prósperas provincias de Siria y Egipto. Otro mérito de la reforma themática es que los soldados estaban más motivados para defender su provincia de enemigos externos por su familia y posesiones en la misma. Por estas razones, la reforma de los themas fue muy importante y ralentizó o frenó la expansión árabe contra Bizancio.

### Política exterior (luchas contra árabes, eslavos y lombardos)

#### Guerras contra árabes y eslavos (648-659)

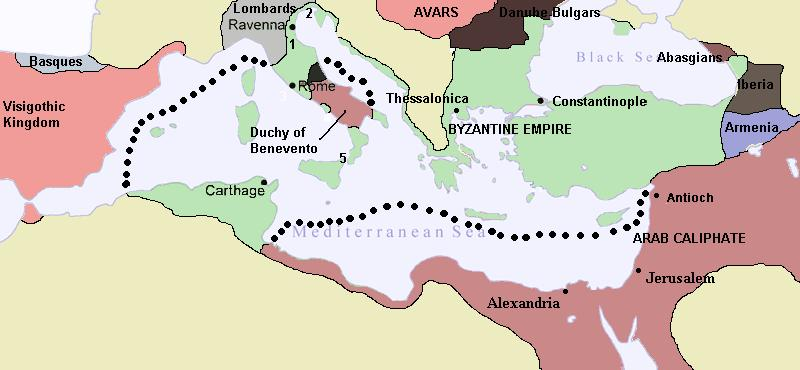
El imperio bizantino en el 650

Constante II defendió el imperio contra los árabes en Asia y los eslavos en Europa. A principios de 648 se concluyó una tregua de dos años entre los dos imperios; Muawiya ibn Abi Sufyán aprovechó esta tregua para conquistar Nubia y Abisinia; pero cuando terminó la tregua, reanudó las hostilidades con Bizancio y envió una expedición a Sicilia, donde los árabes lograron ocupar temporalmente algunas ciudades. En 649 los árabes, liderados por el general Muʿāwiya, saquearon Chipre con una flota de 1700 barcos e impusieron a los habitantes locales un impuesto anual de 7.200 piezas de oro; sin embargo, los árabes no la ocuparon permanentemente porque se fueron con la noticia de que los Romei (Bizantinos) estaban enviando un gran ejército para recuperar la posesión de la isla. Así, la misma fue reconquistada por los bizantinos dos años más tarde. Los árabes también invadieron Cilicia e Isauria, que fueron saqueadas por el general Bishr.
En 650, los árabes intentaron en vano conquistar la pequeña isla de Aradus, conquista que sólo tuvo éxito al año siguiente; Aradus, que hasta entonces había sido una próspera ciudad mercantil (definida por Bury como "la Venecia de la costa siria"), quedó completamente arrasada. Cos también fue conquistada, por la traición de su obispo. En 651, los árabes saquearon Asia Menor capturando a unos 5.000 prisioneros; Constante II envió un embajador a Muʿāwiya y acordó firmar una costosa tregua de dos años. En 652, el basileus intentó reconquistar Alejandría pero esta vez los árabes no fueron sorprendidos desprevenidos y, gracias a su poderosa flota, infligieron una gran derrota a la flota romana-oriental. En el mismo año, Armenia se rebeló contra los bizantinos; el líder de la revuelta de Pasagnate se sometió espontáneamente a los árabes. En 654, Costante intentó recuperar Armenia pero el general bizantino Mauriano, a cargo de la empresa, fracasó en su intento y fue derrotado por el general árabe Abib. También en 654 los romanos perdieron la isla de Rodas.
Los árabes, bajo el mando de Muʿāwiya, aspiraban a conquistar Constantinopla y establecer una gran flota en Trípoli, Siria; la expedición, sin embargo, fracasó gracias a dos hermanos cristianos locales, quienes, junto con sus seguidores, lograron la empresa de liberar a los prisioneros de guerra bizantinos y formar con ellos un ejército que prendió hierro y fuego a la ciudad, mató al gobernador y prendió fuego a la flota árabe. Muʿāwiya, sin embargo, no se rindió y estableció una nueva flota con la intención de apoderarse de la capital bizantina. El emperador Constante se hizo cargo de su propia flota que se enfrentó a los sarracenos en el monte Finike en Licia. Antes de la batalla, Según el cronista del siglo IX Teófanes el Confesor, mientras el Emperador se preparaba para la batalla, soñó una noche que se encontraba en Tesalónica; al despertar relató el sueño a un intérprete quién dijo: "Emperador, desearías no haber dormido ni haber visto ese sueño de tu presencia en Tesalónica." – según el intérprete, la victoria se inclinaría a los enemigos del Emperador. Ese mismo día, los romanos perdieron la batalla: 500 barcos bizantinos fueron destruidos y 20.000 romanos perecieron; y el Emperador logró salvarse y escapar sólo gracias al sacrificio de uno de los dos hermanos (hijos de cierto Bucinatore); quien tomó a Constante II y lo hizo subir a otro barco, con el que el basileus logró regresar sano y salvo a Bizancio, mientras él, vestido con la ropa del Emperador, siguió luchando matando a muchos musulmanes; y al final pereció como un héroe, asesinado por los árabes que creían haber matado al Emperador.
Al final, sin embargo, los árabes no atacaron Bizancio porque acababa de estallar una lucha por la sucesión en el califato islámico entre Muʿāwiya y ʿAlī, de la cual Muʿāwiya esencialmente salió victorioso. Después de evitar temporalmente el peligro musulmán, Constante II en 659 se volvió contra los eslavos, que habían invadido los Balcanes; según Treadgold, el propósito de esta expedición no era recuperar las provincias ilirias perdidas, sino defender la Grecia bizantina de los eslavos, debilitándolos. Los eslavos sufrieron una aplastante derrota, y muchos de ellos fueron esclavizados y trasplantados a Asia para su uso contra los árabes. Sin embargo, sigue siendo incierto si el emperador había atacado a los eslavos que se establecieron entre el Danubio y el monte Haemus o los que residían en Macedonia.
Tras pacificar las provincias europeas, el basileus se preparó de nuevo para enfrentarse a los árabes; y en 659 Muʿāwiya, que necesitaba todas sus tropas para luchar contra Alī, primo y yerno de Mahoma, aceptó una tregua de veinte años con los bizantinos, sometiéndose a pagar a Constante mil piezas de plata y proporcionando al Basileus un esclavo y un caballo por día mientras dure la tregua.

#### Campañas contra los lombardos

La Italia bizantina (en naranja) en el 662.

En 660, Constante condenó a muerte a su hermano Teodosio, a quien había obligado a convertirse en sacerdote, acusado de traición; sin embargo, las verdaderas razones de este fratricidio podrían ser otras. Gibbon relata la hipótesis de que Constante condenó a muerte a su hermano porque temía que un día el pueblo o el senado lo derrocarían y lo habrían nombrado emperador. Sin embargo, según el historiador W. Smith, esto no sería creíble ya que Teodosio, habiéndose convertido en sacerdote, ya no podría convertirse en emperador; Smith plantea en cambio la hipótesis de que las razones del fratricidio fueron diferencias religiosas entre los dos. Ostrogorsky relata la hipótesis según la cual Teodosio tenía derecho a la corregencia mientras Constante quería reinar solo y por esta razón habría decidido eliminarlo. Sin embargo, las verdaderas razones del fratricidio aún no están claras para los historiadores. Lo cierto es que debido al asesinato de su hermano su popularidad bajó mucho, al punto que la población comenzó a llamarlo "Caín". El fratricidio atormentó a Constante para siempre y se dice que tuvo alucinaciones por remordimiento en las que veía el fantasma de su hermano que lo perseguía por dondequiera que iba. Constante tomaba a menudo la comunión de su hermano sacerdote, bebiendo así la sangre de Cristo; por eso una vez el fantasma le ofreció un cáliz consagrado, con sangre humana en su interior, y le dijo "bebe, hermano, bebe". Dos años después, el basileus abandonó Constantinopla con la intención de no volver jamás allí. Sus hijos permanecieron en la capital porque la población se había opuesto a su salida.
Después de pasar el invierno en Atenas y nombrar a su hijo mayor, Constantino, gobernador de Constantinopla, Constante zarpó hacia Italia, que tenía la intención de liberar del yugo lombardo. La llegada de Constante a Italia causó una gran sorpresa porque fue desde la caída del Imperio Romano de Occidente que un Emperador Romano no residió en Italia. "Pero - dijo Constante - la madre (Roma) es más digna de mi cuidado que la hija (Constantinopla)". En 663, habiendo desembarcado en Taranto, lideró la última acción real y decisiva del Imperio Romano de Oriente destinada a reconquistar los territorios occidentales y reafirmar la superioridad formal del Imperio en el siglo VII. Una de las primeras cosas que hizo Constante fue consultar a un ermitaño (de quien se decía que tenía la capacidad de predecir el futuro). Le preguntó sobre el resultado de la expedición. Después de una noche de oración, el ermitaño respondió de esta manera:

«El pueblo de los lombardos no puede ser derrotado por nadie, porque una reina, que vino de otros países, construyó una basílica para el Beato Juan Bautista en su territorio, y por eso el mismo Beato intercede continuamente por ese pueblo. Pero llegará el momento en que ese santuario ya no será honrado, y entonces esas personas perecerán.

(Pablo Diacono, Historia Langobardorum , Libro V, Capítulo 6)

A pesar de la predicción desfavorable, Constante decidió probar la empresa de todos modos. Firmó una alianza con los francos de Neustria, que atacaron el reino lombardo desde el norte, mientras que el basileus atacaba al ducado de Benevento. El duque de Benevento Romualdo no tenía fuerzas suficientes para hacer frente a la agresión bizantina y envió a un mensajero llamado Sesualdo con su padre Grimoaldo, rey de los lombardos, para pedirle ayuda contra los bizantinos. Sin embargo, este último no pudo ayudarle inicialmente porque estaba comprometido en repeler la invasión franca del norte de Italia. Así fue como Constante II conquistó y arrasó Lucera hasta los cimientos; más tarde, tras un fallido intento de conquistar Acerenza, sitió la ciudad de Benevento. Grimoaldo, sin embargo, derrotó a los francos, se apresuró a ayudar a su hijo y logró cruzar los Apeninos con su ejército a pesar de que el exarca de Rávena Gregorio lo esperaba en las puertas para evitar que llegara al ducado de Benevento. Sesualdo, en el camino de regreso, fue interceptado por los bizantinos, quienes así se enteraron de la noticia de la llegada de Grimoaldo. Constante II envió a Sesualdo con Romualdo ordenándole que mintiera a su señor; le ordenó que dijera que Grimoaldo no llegaría; si no obedecía, perdería la vida. Sin embargo, Sesualdo desobedeció la orden bizantina y le dijo la verdad a Romualdo:

«Sea firme y confiado, mi señor Romualdo, y no se angustie, porque su padre pronto estará aquí para ayudarle: debe saber, de hecho, que esta noche se detiene junto al río Sangro con un ejército fuerte. Solo te ruego que tengas misericordia de mi esposa y mis hijos, porque estos malvados no me dejarán con vida"

(Pablo Diacono, Historia Langobardorum , Libro V, Capítulo 7)

Sesualdo pagó por esto con la muerte: fue decapitado y su cabeza arrojada desde una inmensa catapulta hacia la ciudad. Consciente de la llegada de Grimoaldo, que temía, Constante II firmó la paz con Romualdo, puso fin al asedio de Benevento y decidió ir a Nápoles. Durante el viaje fue atacado y derrotado cerca de Limata, bastión en el territorio de San Lorenzo Maggiore, por el Conde de Capua, Mitola. Al llegar a Nápoles, Constante II hizo un último intento de conquistar el ducado encomendando un ejército de 20.000 hombres al mando del noble Saburro y enviándole a territorio lombardo, pero este último fue derrotado por los lombardos de Romualdo en Forino, poniendo fin a las esperanzas bizantinas de reconquistar Italia.

##### Siracusa, capital del imperio
El emperador se dirigió más tarde a Roma, donde permaneció durante doce días; la estancia del basileus en la antigua capital del Imperio Romano se recuerda por un lado por ser la última visita de un emperador romano a la "Ciudad Eterna", por otro lado por el saqueo literal del Panteón, cuyo ricos ornamentos fueron retirados por orden del emperador. El saqueo tuvo lugar en los dos últimos días de estancia en la ciudad mientras que los primeros días se dedicaron a procesiones y ceremonias religiosas. Tras darse cuenta de que la Ciudad Eterna no era adecuada como capital del Imperio, se instaló en Sicilia, precisamente en Siracusa, que se convirtió en la nueva sede imperial (siguiendo la línea de algunos proyectos pasados y nunca implementados de Heraclio destinados a hacer de Cartago la nueva sede imperial), con la intención de organizar una vasta acción militar antimusulmana para recuperar el control del Mediterráneo.
Siracusa experimentó un período de esplendor y la casa de la moneda imperial de Siracusa acuñó monedas de oro con Constante. Parece que también quiso establecer el sistema de themas  en Italia y África, y logró asegurar el apoyo de los ejércitos italiano y africano. Mientras tanto, la guerra contra los lombardos avanzaba mal. El rey lombardo Grimoaldo, asistido por su hijo Romualdo, conquistó Brindisi y Taranto, y los romanos fueron expulsados de Calabria (hoy Salento). La conquista lombarda del sureste de Italia estaba ahora completa: solo Otranto y Gallipoli quedaron controladas por los romanos.

##### Guerra en África y Asia Menor
Mientras estaba en Sicilia, Constante dirigió su atención a África y logró reconquistar Cartago y algunas ciudades que se habían convertido en tributarias de los árabes. Sin embargo, Constante pronto se ganó el desagrado de los habitantes indígenas, porque, a pesar del exarcado de África que ya tenía que pagar un enorme tributo a los árabes, Constante II impuso un segundo impuesto a los africanos, duplicando así los impuestos que los africanos tenían que pagar. El exarca de África Genadio se negó a pagar el tributo solicitado por Constante y, en consecuencia, fue depuesto por sus propios hombres, que permanecieron leales al Emperador. Sin embargo, Genadio escapó a Damasco y pidió ayuda al califa omeya Muʿāwiya, quien en 665 envió un poderoso ejército para invadir el África bizantina. Constante envió refuerzos desde Sicilia para repeler la invasión pero el ejército bizantino, dirigido por el general Nicéforo el Patricio, sufrió, a pesar de que los bizantinos eran 30 000, una fuerte derrota cerca de Trípoli. Los árabes saquearon la parte sur del exarcado antes de retirarse y conquistaron Tripolitania. Sin embargo, parece que Constante logró recuperar el control total del exarcado y haber establecido allí el sistema de themas.
Mientras tanto, en Asia Menor, el Imperio se enfrentó a una amenaza mucho mayor. Allí, aprovechando una revuelta de las tropas armenias (cuyo comandante, un tal Sapor, fue proclamado emperador por sus tropas), los árabes lanzaron una victoriosa invasión de Asia Menor, logrando conquistar la ciudad de Amorium, en Frigia, y colocando en ella una guarnición de unos 5.000 hombres; pero el general bizantino enviado por el hijo de Constantino contra los invasores logró derrotarlos y recuperar la posesión de la ciudad.

### Muerte
Mientras tanto, el emperador se había hecho muchos enemigos: el pueblo itálico le odiaba porque había mantenido altos los impuestos en Sicilia, Calabria y Cerdeña (e incluso miles de ellos, cansados de su avaricia y crueldad, abandonaron Sicilia y se fueron a vivir a Siria, donde se hicieron musulmanes) y también en Constantinopla fue mal visto por el hecho de que había trasladado la sede del Imperio a Siracusa; por esta razón en 668 se organizó una conspiración, que tuvo éxito en su intento: el Emperador murió en Siracusa a la edad de tan solo treinta y ocho años, asesinado por un sirviente con una jabonera mientras se bañaba en los Termas de Dafne. El asesinato, según algunas fuentes, fue organizado por Mececio, quien fue proclamado emperador. Desde Constantinopla, sin embargo, su hijo Constantino IV, unos meses después, organizó una expedición que vengó la muerte de su padre matando al usurpador Mececio en 669, y lo sucedió en el trono, devolviendo la capital al Bósforo.